# Stefano Casagranda
Stefano Casagranda (Borgo Valsugana, 23 maart 1973) is een voormalig Italiaans wielrenner. Hij was vooral knecht voor zijn kopmannen (onder hen Fabio Baldato, Damiano Cunego en Ivan Gotti), maar heeft zelf ook een aantal wedstrijden gewonnen. Dat waren allemaal etappes in meerdaagse wedstrijden.
In 2004 werd Casagranda op de rustdag uit de Tour de France gezet. Voorafgaand aan die Ronde van Frankrijk hadden de ploegen een convenant ondertekend om wielrenners betrokken in een dopingonderzoek niet in de Tourselectie op te nemen. Omdat Casagranda, samen met oud-ploeggenoot Martin Hvastija, genoemd werd in een dopingonderzoek, ontnam de Tourdirectie hen verdere deelname. Aanvankelijk kondigde Casagranda een rechtszaak aan tegen de Tourdirectie, maar daarvan is later niets meer vernomen. Ook in 1998 verliet hij al voortijdig de Tour vanwege dopingproblematiek.
Casagranda moet niet verward worden met Stefano Casagrande, de oudere broer van Filippo en Francesco Casagrande, die ook in de jaren 90 actief was als wielrenner.

## Belangrijkste overwinningen
1996
- 5e etappe Parijs-Nice

1997
- 2e etappe Hofbrau Cup (ploegentijdrit)

1998
- 1e etappe Ronde van Trentino

2000
- 4e etappe Castilië en León

2001
- 3e etappe Ronde van Denemarken

2002
- 1e etappe Regio Tour International

## Resultaten in voornaamste wedstrijden
| Jaar | Ronde van Italië | Ronde van Frankrijk | Ronde van Spanje |
| ---- | ---------------- | ------------------- | ---------------- |
| 1996 | opgave           |                     |                  |
| 1997 | opgave           |                     |                  |
| 1998 | buiten tijd      | opgave              |                  |
| 1999 |                  |                     | 108e             |
| 2000 |                  |                     | 116e             |
| 2001 | 108e             |                     | 133e             |
| 2002 |                  | opgave              |                  |
| 2003 |                  |                     | 135e             |
| 2004 |                  | opgave              |                  |

| Jaar | Milaan-San Remo | Ronde van Vlaanderen | Parijs-Roubaix | Parijs-Brussel |
| ---- | --------------- | -------------------- | -------------- | -------------- |
| 1996 | 140e            | 56e                  | 21e            | 94e            |
| 1997 | 70e             |                      |                | 17e            |
| 1998 | 74e             |                      |                |                |
| 1999 |                 |                      |                |                |
| 2000 |                 |                      |                |                |
| 2001 |                 |                      |                |                |
| 2002 |                 |                      |                |                |
| 2003 |                 | 92e                  |                |                |
| 2004 |                 | 111e                 | 37e            |                |